# 倪恩齡
倪恩齡，雲南昆明府昆明縣人，清朝政治人物。

## 生平
光緒元年，鄉試中舉人；光緒二年（1876年）聯捷丙子恩科進士，改庶吉士。光緒三年，任翰林院編修。光緒五年，任順天鄉試同考官。次年任國史館協修。光緒十三年，任功臣館纂修。光緒十五年，任會試同考官、江西饒州府知府。光緒十九年，署南昌府知府。光緒二十二年，任廣西柳州府知府。